# Serra dos Órgãos
La serra dos Órgãos est une formation montagneuse de l'État de Rio de Janeiro au sud-est du Brésil. Le parc national de Serra dos Órgãos protège la grande diversité de sa faune et de sa flore.

## Sommets principaux

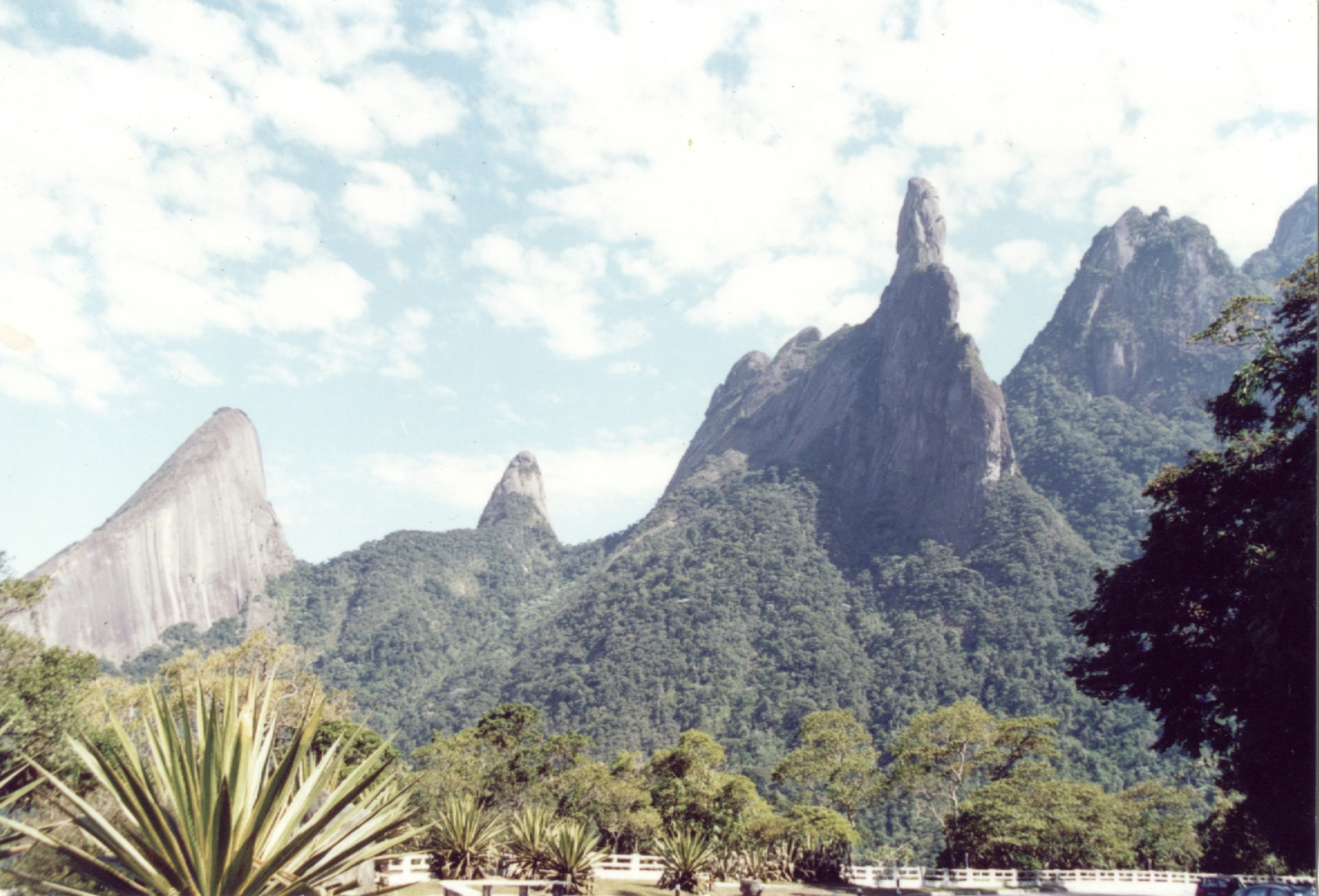
Le Dedo de Deus (le « Doigt de Dieu »).
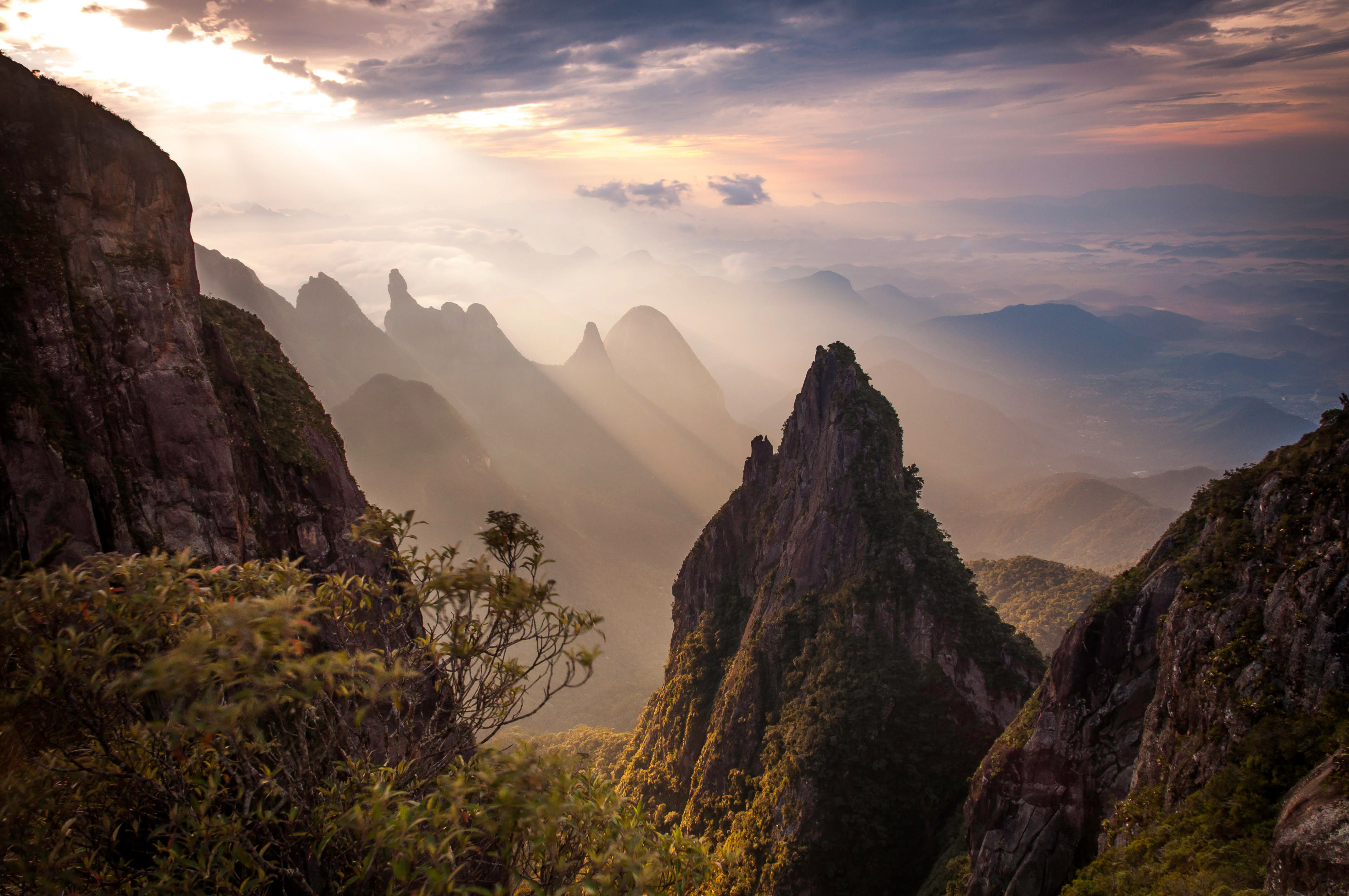
Les formations rocheuses dans le parc national de la serra dos Órgãos ; le pic Dedo de Deus est visible à l'arrière-plan à gauche.

- Pedra do Sino (pt), 2 263 m
- Pedra do Açu, 2 236 m
- Pedra do Papudo, 2 234 m
- Nariz do Frade, 1 980 m
- Dedo de Deus (pt), 1 692 m
- Dedo de Nossa Senhora, 1 320 m
- Escalavrado, 1 300 m

- Le Dedo de Deus (pt) (le « Doigt de Dieu »).
- Les formations rocheuses dans le parc national de la serra dos Órgãos ; le pic Dedo de Deus (pt) est visible à l'arrière-plan à gauche.